# 女鳥羽 (松本市)
女鳥羽（めとば）は長野県松本市の女鳥羽川沿いにある町名。現行行政地名は女鳥羽1丁目から女鳥羽3丁目。住居表示実施済み。住宅が中心の地区。

## 概要
女鳥羽川と紙漉川（かみすきがわ）に挟まれた部分で、女鳥羽川は町名の由来にもなっている。女鳥羽川遺跡は1970年に女鳥羽川の河川工事の際に発見された遺跡で、縄文時代後期のものとされる。
西半分は城下町の造営の際に寺社町として建設された地域で、大安楽寺、長称寺、林昌寺や、松本の北の鎮守として崇敬を受けた岡の宮神社が鎮座する。明治期に入ると藩主戸田氏は、王政復古を掲げて国家神道を宗教的基盤にした明治新政府に阿ったため、松本藩では廃仏毀釈の嵐が吹き荒れた。しかしこの地域では例外的に多くの寺が廃仏毀釈を逃れ、現在まで同じ場所に鎮座しているものが多い。
東半分は桐村（桐原分）であった。俗地名では桜町、上横田町、豊倉町、葭町、女鳥羽町、花咲町などが該当する。

## 歴史
- 1965年（昭和40年）9月1日 - 住居表示実施[4]。

## 世帯数と人口
2018年（平成30年）10月1日現在の世帯数と人口は以下の通りである。
| 丁目        | 世帯数  | 人口    |
| ----------- | ------- | ------- |
| 女鳥羽1丁目 | 239世帯 | 478人   |
| 女鳥羽2丁目 | 224世帯 | 420人   |
| 女鳥羽3丁目 | 345世帯 | 592人   |
| 計          | 808世帯 | 1,490人 |

## 交通
- 長野県道67号松本和田線

## 施設
- 岡宮神社